# Гленолден (Пенсилванија)
Гленолден (енгл. Glenolden) град је у америчкој савезној држави Пенсилванија.

## Демографија
По попису из 2010. године број становника је 7.153, што је 323 (-4,3%) становника мање него 2000. године.
| Група             | 2000.         | 2010.         |
| Белци             | 6.845 (91,6%) | 6.117 (85,5%) |
| Афроамериканци    | 301 (4,0%)    | 605 (8,5%)    |
| Азијати           | 178 (2,4%)    | 125 (1,7%)    |
| Хиспаноамериканци | 88 (1,2%)     | 156 (2,2%)    |
| Укупно            | 7.476         | 7.153         |